# Ciudad Catrúnica
Ciudad Catrúnica es el segundo álbum de estudio de la banda argentina Viuda e Hijas de Roque Enroll, editado en 1985.
Continuando con la senda de la música divertida, el segundo disco de Viuda e Hijas toma un viraje hacia un pop alegre y las letras están dirigidas más hacia un contenido sexual y no tanto hacia esa “ingenuidad” propia de “Bikini amarillo”.
El álbum es uno de los más famosos de la banda, ya que la placa llegó a vender más de 200.000 copias y editaron el material en toda Latinoamérica.
La versión de «Lollipop» ganó distinciones: puesto 98° en el ranking de los 100 mejores temas del rock argentino hecho por la Rolling Stone de Argentina y MTV en 2002 y puesto 461° en el ranking de los 500 mejores temas del rock iberoamericano hecho por la revista estadounidense Al Borde en 2006.

## Grabación
En el segundo de sus discos Viuda e Hijas de Roque Enroll se encargaron de perfeccionar la propuesta que incipientemente habían empezado a despuntar en el primer intento discográfico. Es así que su música se convirtió en esta ocasión en un juego mucho más depurado. Las cuatro integrantes se sueltan a parodiarse a sí mismas y a sus congéneres masculinos como nunca. Aunque resulta riesgoso, el equilibrio nunca deja de predominar en tales situaciones. Las Viudas bordean constantemente el peligro, pero esto les da siempre buenos resultados. Por sobre todo es notable como se han esmerado para que el disco se convirtiera en un producto de calidad y no sólo de resonancia popular. Las voces fueron muy cuidadas, destacándose también los arreglos y las distintas apariciones solistas. La parte instrumental, incluso, ganó bastante, sonando el grupo en forma compacta y prolija. En términos generales, la producción de Ciudad Catrúnica es acertada. En cuanto a la selección de los temas, que es muy variada, se destacan como los picos más altos “Lollipop”, “Tras la medianera”, “Plata, plata” (versión monetaria del “Pata, pata” de Miriam Makeba) y “Necesito mimitos”. Y, en cuanto a la composición, el mejor trabajo se encuentra en “Me dijeron que te diga”, de neto corte moderno.

## Lista de canciones
1. Lollipop
2. Lista de casamiento
3. Tras la medianera
4. Me dijeron que te diga
5. Crónica
6. Hawaian II
7. Plata, plata
8. La silicona no perdona
9. Necesito mimitos
10. Agítese antes de usar
11. ¿Qué le digo a los chicos?

## Personal
- Mavi Díaz: voz principal.
- María Gabriela Epumer: guitarra y voz.
- Claudia Mabel Sinesi: bajo y voz.
- Claudia Ruffinatti: teclados y voz.

### Invitados
- Marcelo Huertas: teclados.
- Jota Morelli: batería.
- Domingo Cura: percusión.